# نبرد رخنه
پس از سرنگونی بخارا در سال ۹۹۲ از سوی قراخانیان، فرمانروای قراخانی بغرا خان اندکی در بخارا ماند ولی پس از بیمار شدن ناچار شد به پایتختش برگردد. اینگونه شد که امیر نوح دوم به بخارا برگشت ولی فائق خاصه هم برای به دست آوردن بخارا دندان تیز کرد که نافرجام ماند چون نیروهای امیر در برابرش ایستادند و شکستش دادند و او به مرو که در دست ابوعلی سیمجور بود گریخت.
پس سال ۹۹۴ بود كه ابوعلی و فائق خاصه ناسازگاری های گذشته را کنار گذاشتند و برای نابودی سامانیان هم‌پیمان شدند. در برابر، امیر از سبکتگین یاری خواست و چون فائق خاصه و ابوعلی از همکاری سبکتگین آگاهی یافتند از فخرالدوله دیلمی کمک خواستند. در اين جنگ كه نبرد هرات ناميده می‌شد ابوعلی و فائق خاصه نزدیک بود جنگ را ببرند ولی در میانه نبرد دارا بن قابوس به امیر نوح دوم پیوست و ورق برگشت و امیر پیروز گشت و ابوعلی و فائق خاصه به فخرالدوله دیلمی پيوسته به گرگان گريختند. سپس امیر به بخارا و سبکتگین به هرات رفت و محمود تنها در خراسان (نیشابور) ماند. 
همین تنها ماندن، فائق خاصه و ابوعلی را به اندیشهٔ تازش دوباره به نیشابور انداخت آنها سپاهی از فخرالدوله دیلمی گرفتند و سوی نیشابور به راه افتادند. محمود كه آگاه شد از شهر بیرون رفته در باغ عمرو لیث در یک فرسنگی شهر نشیمن گزید. از آنجاییکه شمار یاران او کم بود نتوانست چندان ‍پایداری کند پس رخنه ای در باغ پدید آورد و سوی هرات گریخت (بیهقی ۱۳۵۰ - ۳۲۰). اینگونه ابوعلی بر نیشابور و فائق خاصه بر توس چيره شد.

## پیامد
سبکتگین که از رخ وادن نبرد رخنه و شکست خوردن محمود در نیشابور آگاهی یافته بود، به سوی ابوعلی و فائق خاصه به راه افتاد. در نزدیکی توس میان آنان درگیری‌ای به نام نبرد توس رخ داد؛ (فرای، ۱۳۶۵: -۲۰۴-۱۹۸/ مؤید ثابتی، ۱۳۵۵:۱۱۶) که شکست با فائق خاصه و ابوعلی بود. از این رو، آن دو به «آمل شط» رفتند و به امیر نوح نامه نوشتند و درخواست بخشش کردند (ابن اثیر، ۱۳۵۱: ۲۲۲-۲۳). ولی زمانی که فرستادگان آن دو به دربار رسیدند، امیر نوح دستور داد فرستادهٔ فائق خاصه را بگیرند و به بازداشت اندازند. ولی به فرستادهٔ ابوعلی ارج نهادند (فروزانی، ۱۳۸۱- ۷۱تا۷۳)

## بن‌مايه
1. ↑  با اینکه دوستی‌ای میان فائق و ابوالحسن سیمجور روان بوده  ولی پس از درگذشت ابوالحسن سیمجور در سال ۹۸۸ ، فائق خاصه نپذیرفت که جایگاه او به ابوعلی سیمجور برسد و اینگونه این دو تن در میان هرات و پوشنگ در برابر هم جنگیدند که فائق خاصه شکست خورد و گریخت.

- فرهنگ دهخدا - سرواژهٔ رخنه

- فصلنامه مطالعات تاريخ جنگ - دوره ۴، شماره ۲، شهریور ۱۳۹۹، رویهٔ ۱۱۷-۱۳۵- جواد هروی -  تهاجمات قراخانیان به بخارا و سقوط دولت سامانیان

- فصلنامهٔ پژوهش‌های تاریخی (علمی-پژوهشی) - دانشگاه اصفهان - سال پنجاه و پنجم - دوره نوین سال دهم (پیاپی ۴۰) زمستان ۱۳۹۷ رویهٔ ۹۹ تا ۱۱۳ - تاملی بر نقش سپهسالاران در تضعیف و سقوط حکومت سامانیان نویسنده: جعفر نوری

- فائق خاصه سردار سامانی و مناسبات وی با آل سیمجور  نویسنده: راضیه راه‌پیما سروستانی؛ فصلنامهٔ رشد آموزش تاریخ - تابستان ۳۹۲ - شماره ۵۱ ‍پیوند

- حمله به روم در تخیلات فاتحانه سلطان محمود غزنوی _ نشریه پژوهش‌های تاریخی ایران و اسلام  دوره ۷، شماره ۱۲ - فروردین ۱۳۹۲ - سیّد ابوالقاسم فروزانی